# NK Čelik Zenica
NK Čelik Zenica ist ein bosnisch-herzegowinischer Fußballklub aus Zenica. Der Verein spielt aktuell in der zweiten Fußballliga Bosnien-Herzegowinas (Prva Liga FBiH).

## Geschichte
Der Klub wurde am 16. Juni 1945 von Kriegsveteranen aus dem Zweiten Weltkrieg gegründet, nachdem die Stadt vom Faschismus befreit wurde. Während der Existenz Jugoslawiens spielte der Klub insgesamt 17 Saisons erstklassig in der Prva Liga. International sorgte er für Aufsehen, als zwei Mal der Mitropapokal gewonnen werden konnte.
Nach der Unabhängigkeit des Landes nach dem Bosnienkrieg spielte Čelik Zenica in der zunächst auf die muslimischen Gebiete beschränkten Premijer Liga. Gleich in der ersten Ausgabe gelang ohne Punktverlust in der Meisterschaftsplayoffrunde der erste Landestitel. In der folgenden Saison gelang die Titelverteidigung mit vier Punkten Vorsprung auf Slavija Lukavica und 1997 schaffte man den dritten Titel in Folge. Von der UEFA werden diese Titel auch offiziell als Meisterschaftstitel anerkannt. Außerdem gewann man 1995 und 1996 den Pokal.
Nachdem ab 1998 die kroatische regionale Meisterschaft mit der bosniakischen Meisterschaft fusioniert war, gelang Čelik Zenica als Vizemeister des bosniakischen Teils die Teilnahme an den Meisterschaftsplayoffs, die man jedoch ohne Sieg beendete. Nach zwei neunten Plätzen in den folgenden Jahren wurde der Klub 2001 Vierter und konnte sich somit für den UI Cup qualifizieren.
2004 geriet Čelik Zenica erstmals in Abstiegsgefahr, konnte jedoch mit vier Punkten Abstand auf Absteiger FK Glasinac Sokolac die Klasse erhalten. In den beiden folgenden Jahren wurde es noch enger, nur ein Punkt trennte den Klub jeweils von der Zweitklassigkeit.
In der Saison 2007/08 wurde Čelik überraschend Dritter, dank einer starken Defensive und einer guten Statistik im heimischen Stadion. Bis zum letzten Spieltag hatten sie sogar noch die Chance Meister zu werden in der Premijer Liga, verpassten dies aber auch durch eine 0:3-Niederlage auswärts.
Immerhin konnten sie sich für den Intertoto-Cup (UI-Cup) qualifizieren, schieden aber unglücklich gegen Grbalj Radanovici in der 1. Qualifikationsrunde schon aus. Man gewann daheim 3:2, verlor aber beim montenegrinischen Vertreter mit 1:2. Durch die Auswärtstorregel musste Čelik das Ausscheiden im UI-Cup hinnehmen.
In der Saison 2017/18 wurde der Verein vorletzter und der erstmalige Abstieg der Vereinsgeschichte schon eine beschlossene Sache. Da jedoch Borac Banja Luka für die nächste Saison keine Lizenz erhielt, verblieb Celik Zenica in der ersten Liga und blieb damit auch neben dem FK Željezničar und dem FK Sarajevo als einer der einzigen drei Vereine bestehen, welche noch nicht abgestiegen sind seit der Gründung der Premijer Liga.
In der Saison 2019/20 stieg Celik mit dem Abbruch der Saison und einem schwachen 11. Platz ab und muss nun erstmals in der Vereinsgeschichte den Gang in die untere Spielklasse antreten.

## Erfolge
- Bosnischer Meister (3): 19951, 19961, 1997
- Bosnischer Pokalsieger (2): 1994/951, 1995/961
- Meister in der Druga Liga FBiH (Mitte) (3. Liga des Landes) (1): 2023
- Meister in der 1. Kantonsliga Zenica-Doboj (4. Liga des Landes) (1): 2021
- Mitropapokalsieger (2): 1970/71, 1971/72
- Intertoto-Cup-Sieger (1): 1975

1Titel vor 1997 auf bosniakischen Verband beschränkt, allerdings werden diese von der UEFA als Landestitel offiziell anerkannt

## Stadion
Čelik Zenica trägt seine Heimspiele im 13.632 Zuschauer fassenden Bilino Polje aus. 1972 erbaut, bot das Stadion einst 35.000 Zuschauern Platz. Der gleichlautende Zuschauerrekord wurde bei einem europäischen Pokalspiel gegen den AC Florenz im Erbauungsjahr aufgestellt. Im Stadion Bilino Polje trägt auch die bosnisch-herzegowinische Nationalmannschaft ihre Spiele aus, weil es bekannt für seine packende Atmosphäre ist.

## Fans
Die Fangruppierung des Vereins heißt „Robijaši“ (deutsch: die Häftlinge, was sich auf das bekannte Gefängnis von Zenica bezieht) und wurde 1988 gegründet.

## Name
Zenica ist das größte Industriezentrum der Region und hat ein großes und bekanntes Stahlwerk. Man suchte einen Namen für den Club, der die Arbeiterstadt mit ihren Charakteristiken gut repräsentiert. Daher wählte man für den Fußballclub den Namen „Celik“, was Stahl bedeutet.

## Vereinsfarben
Die Vereinsfarben des NK Čelik sind Schwarz-Rot. Schwarz steht für Stahl und Rot für das Feuer, durch welches Stahl verarbeitet wurde.

## Wappen
Das Wappen des NK Čelik hat sich im Laufe der Geschichte nicht wesentlich verändert. Bis 1992 enthielt das Wappen einen Schienenquerschnitt, einen fünfzackigen Stern und das Bild eines Balls, der zur Zeit der Vereinsgründung verwendet wurde. Seit 1992 ersetzt die bosnische Lilie die Fünfspeiche und die Schiene, während der Ball in den ersten Saisons der Ersten Liga der Republik Bosnien und Herzegowina unverändert blieb. Weitere Änderungen des Wappens folgten später. Der Verein nutzt derzeit die sogenannte „dickere“ Version des Wappens, die in Proportionen und Farben nicht dem historisch bekannten und anerkannten Wappen von NK Čelik folgt, wo selbst die goldene Lilie nicht dem Aussehen auf dem Wappen und der Flagge der Republik Bosnien und Herzegowina folgt. In den Medien tauchen andere, etwas fröhlichere Versionen des Wappens auf. Keine der aufgeführten Versionen ist registriert.

## Spieler
- Mladen Krstajić (1984–1992) Jugend,
- Elvir Bolić (1988–1991)
- Emir Spahić (199?–1998)
- Nermin Šabić (1989–1992, 2002–2003, 2006–2010)

## Frauenfußball
Die Frauenfußballabteilung ŽNK Čelik Zenica, wurde 2006 gegründet. Der Verein spielte nach seiner Gründung die ersten 3 Jahre nur in der Zweitklassigkeit und stieg 2009 in die höchsten bosnische Spielklasse auf.